# The Ever Passing Moment
The Ever Passing Moment è il quinto album in studio del gruppo musicale statunitense MxPx, pubblicato il 16 maggio 2000 dall'etichetta discografica A&M Records.
È stato inserito al 23º posto nei "50 album pop-punk migliori di sempre" di Kerrang!.

## Tracce
Testi e musiche di Mike Herrera.
1. My Life Story – 2:44
2. Buildings Tumble – 2:45
3. Responsibility – 2:40
4. Two Whole Years – 2:43
5. Prove It to the World – 2:34
6. Educated Guess – 1:46
7. Is the Answer in the Question? – 2:10
8. The Next Big Thing – 2:26
9. Foolish – 2:53
10. One Step Closer to Life – 3:10
11. Unsaid – 3:00
12. Here With Me – 2:12
13. Without You – 2:37
14. It's Undeniable – 2:46
15. Misplaced Memories – 3:36

## Formazione
- Mike Herrera – voce e basso
- Tom Wisniewski – chitarra
- Yuri Ruley – batteria

## Classifiche
| Classifica (2000) | Posizione massima |
| ----------------- | ----------------- |
| Stati Uniti       | 56                |